# لوازم خانگی بزرگ

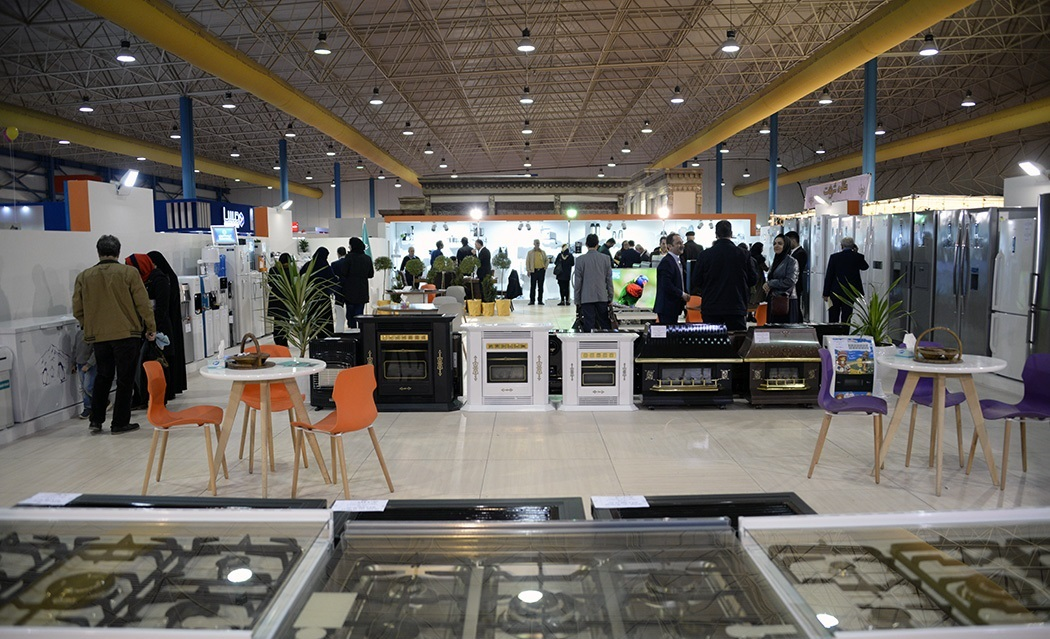
یک نمایشگاه لوازم خانگی در ایران

لوازم خانگی بزرگ، (به انگلیسی: major appliance) گونه‌ای از لوازم خانگی می‌باشند، که برخی از کارهای روزمره خانه، مانند پخت‌وپز یا نگهداری غذا، به وسیله این لوازم انجام می‌شود. گرچه این دستگاه‌ها، نام لوازم خانگی را یدک می‌کشند، ولی کارکردهای بسیاری نیز، در مصارف صنعتی و تجاری دارند.
لوازم خانگی بزرگ اغلب از آب، برق، گاز طبیعی یا پروپان در سیستم خود استفاده می‌کنند. از انواع لوازم خانگی بزرگ می‌توان به: یخچال و فریزر، اجاق و مایکروویو، ماشین لباس‌شویی و ظرف‌شویی، کولر، آب‌گرم‌کن، تلویزیون و رایانه اشاره کرد.
به‌طور کلی لوازم خانگی به دو بخش تفکیک می‌شوند، که عبارتند از: لوازم خانگی کوچک و بزرگ. این طبقه‌بندی، بر پایه اندازه و وزن این لوازم می‌باشد.
بزرگ‌ترین تولیدکنندگان لوازم خانگی بزرگ عبارتند از: الکترواستیل, پلادیوم, ویرلپول، ال‌جی گروپ، روبرت بوش، زیمنس، الکترولوکس، سامسونگ، گودرج، هیتاچی، توشیبا، فوجیتسو، جنرال الکتریک، ایندزیت و وستل.